# Toro sagrat

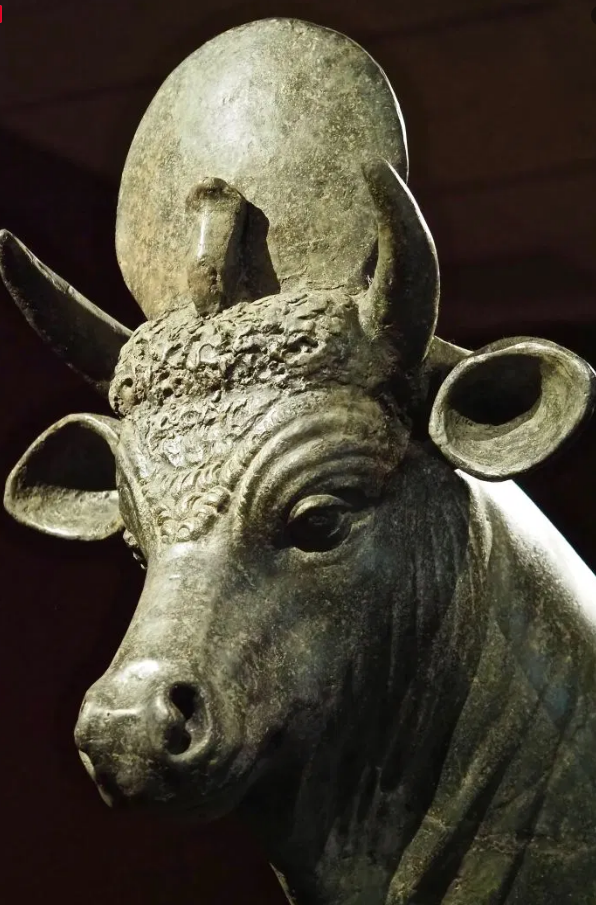
Estàtua del toro brau sagrat que representa al déu egipci Apis

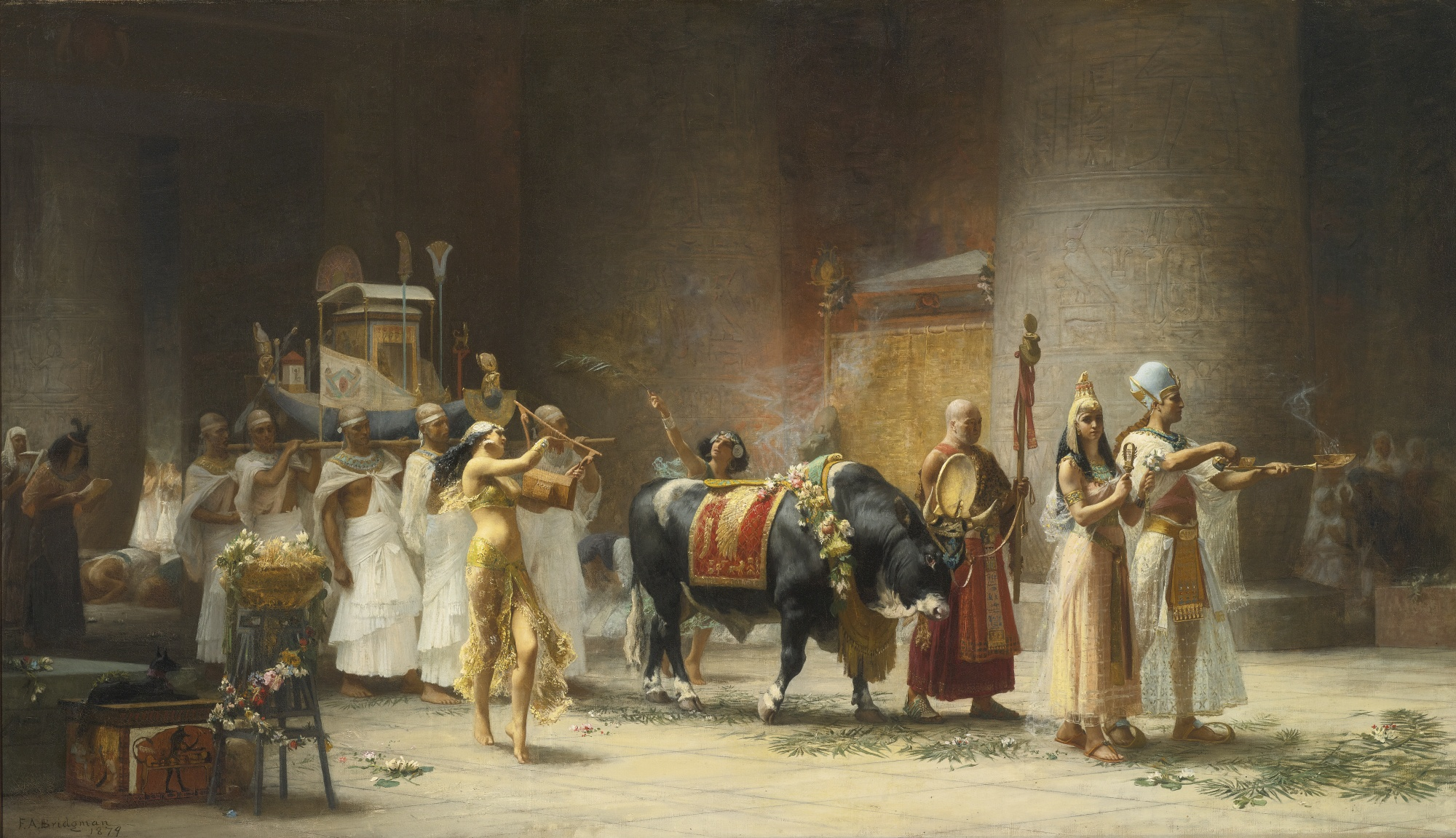
La Processó del brau Apis de Frederick Arthur Bridgman, oli damunt tela, 1879

Hi ha una gran varietat de creences relacionades amb els bovins pròpies de les societats i de les religions que han adorat, al llarg de la història, a les vaques, als toros braus i als vedells. En aquest sentit, nombrosos pobles d'arreu del món han consagrat els braus en algun moment del seu passat. A la religió sumèria, per exemple, el déu Marduk era considerat el "toro d'Utu". A l'Hinduisme, per la seva banda, la deessa Shiva fou equiparada a Nandi, la vaca. En astrologia, també trobem al brau sagrat formant part de la constel·lació de Taurus. El bestiar, per tant, fou subjecte de diverses encarnacions culturals o religioses, ja fossin de tipus lunar, com a la Mesopotàmia, o de tipus solar, com a l'Índia, així com també, en temps moderns, són tinguts en compte en les cultures New Age.

## En l'art prehistòric

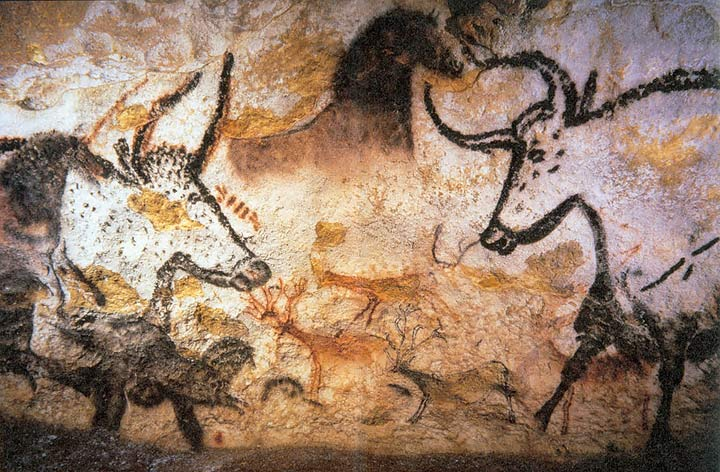
Pintures rupestres amb representacions de bovins, datades en 20,000 anys d'antiguitat, trobades a les coves de Las Caus (Lascaux), Occitània.

Diversos Urs o bòvids primerencs han estat representats a les pintures del període paleolític europeu trobades a les coves de Lascaux a Las Caus (Lascaux) i a Livernon, ambdues a l'Occitània. Els primerencs gravats de bòvids podrien haver estat creats tenint en compte les propietats generadores de vitalitat que, segons suposades creences màgiques de l'antigor, es considerava que aquests animals tenien. Els urs, uns animals impressionants, ancestres dels actuals bòvids, varen sobreviure a l'Anatòlia i al Pròxim Orient durant l'edat de ferro i eren venerats com uns animals sagrats a la regió. En aquest sentit, els registres més primerencs d'adoració de braus han estat trobats al jaciment neolític de Çatalhöyük (Turquia).

## A l'antigor

### Mesopotàmia

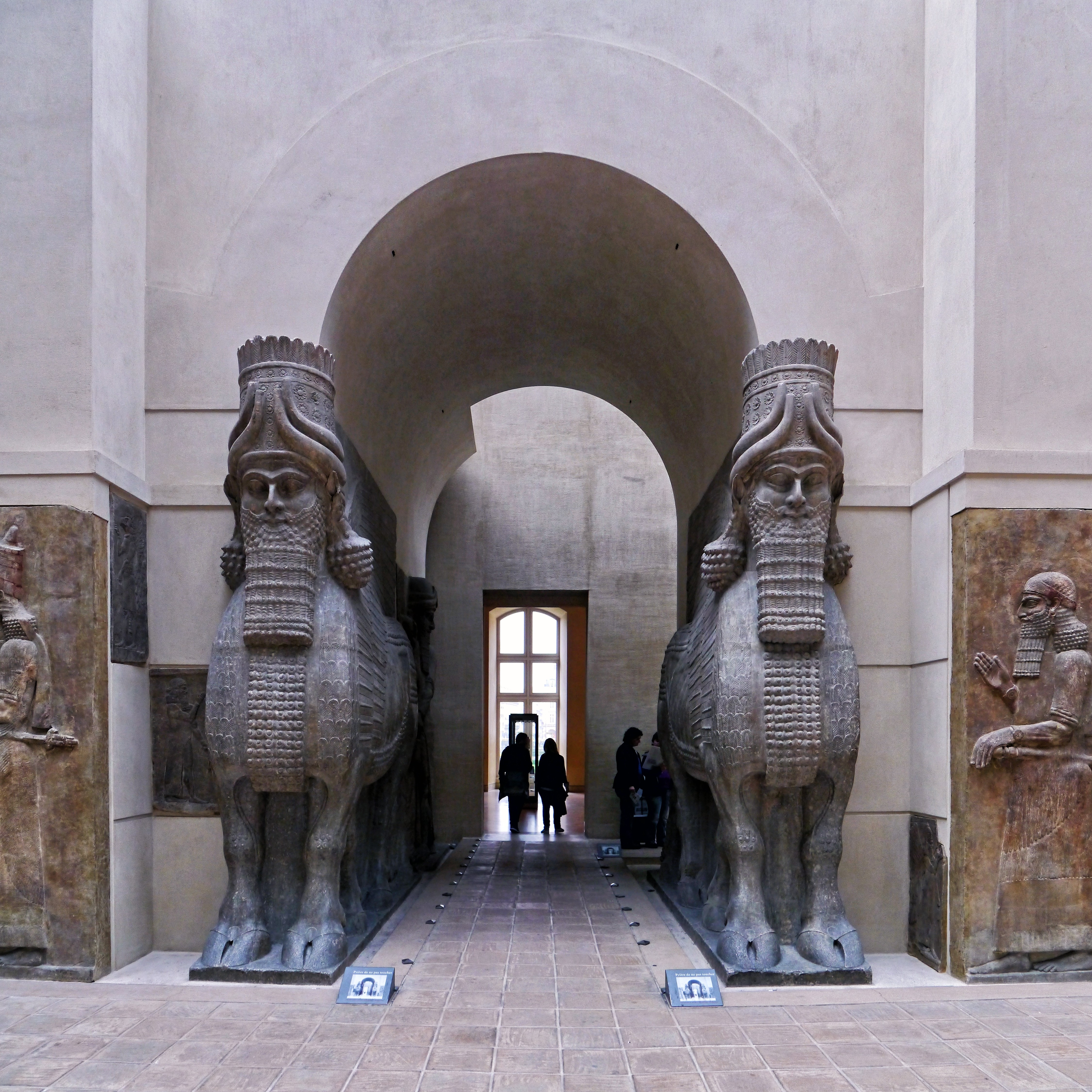
Escultures mitològiques de braus alats amb cap humà del Palau de Sargon a Dur-Sharrukin, actual Khorsabad (Museu del Louvre)

La divinitat protectora de la mitologia sumèria anomenada Lamassu és descrita als textos antics com un ésser híbrid amb cos de brau o lleó alat i amb cap d'humà. La representació de figures d'animals alats amb cap humà és comuna a tot el Pròxim Orient, i el primers registres els trobem a Ebla, datats al voltant del 3000 aC. El primer esment del déu Lamassu cal situar-lo a Assíria, durant el regnat de Tiglath-Pileser II, com a símbol del seu poder.
"Els braus alats amb cap humà eren genis protectors anomenats shedu o lamassu, ... eren situats com a guardians a determinades portes o entrades de la ciutat i del palau. Els símbols que combinen home, brau, i ocell oferien protecció contra els enemics."

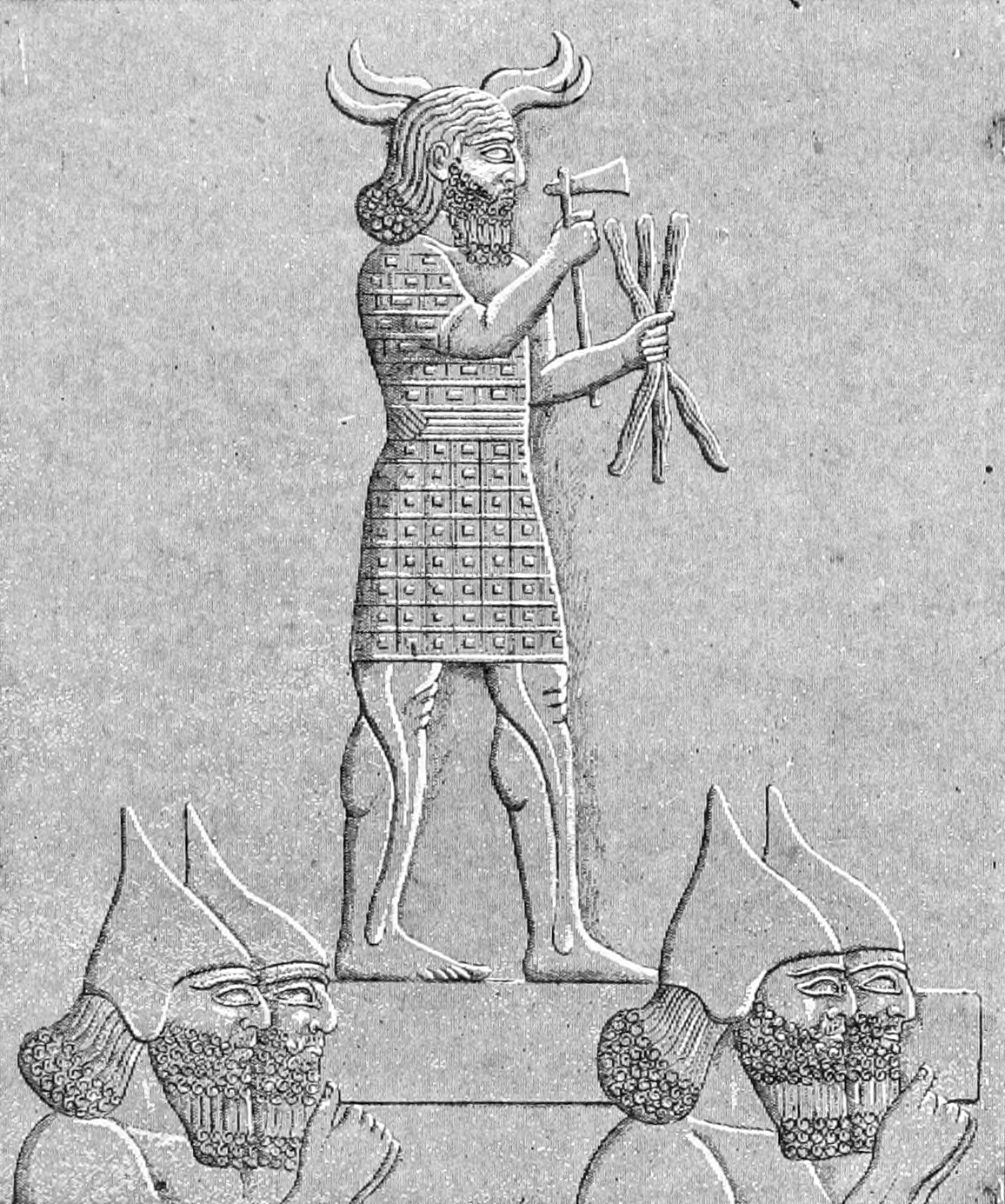
Soldats assiris d'Ashurbanipal portant una estàtua d'el déu Adad (també conegut com a Ramman), divinitat de la tempesta, del raig i del tro.

El toro brau era també associat a Adad, Hadad o Joškur, divinitat de la tempesta, del raig i del tro. El boví era el seu animal simbòlic. És representat com un home barbut, sovint coronat amb un barret amb banyes i que acostuma a portar a les mans un garrot i un llamp. El déu Hadad s'equipara a la divinitat grega Zeus, a la romana Júpiter, especialment Júpiter Dolichenus, a l'indo-europea de cultura nasita hitita Teshub, també déu de la tempesta, o amb l'egipcia Amun. Quan el mític heroi sumeri Enki va distribuir els destins, va nomenar al déu Joškur com a inspector del cosmos. I en una lletania, Joškur apareix proclamat, una vegada i una altra, com a "gran brau radiant, el vostre nom és cel" i també fou anomenat Anu, senyor de Karkara, bessó-germà d'Enki, honorat com a senyor de l'abundància, qui munta la tempesta o lleó de cel.
L'Èpica sumèria de Gilgamesh, a més, descriu l'assassinat del Brau del Cel pels herois Gilgamesh i Enkidu, en un acte de desafiament als déus.

### Egipte

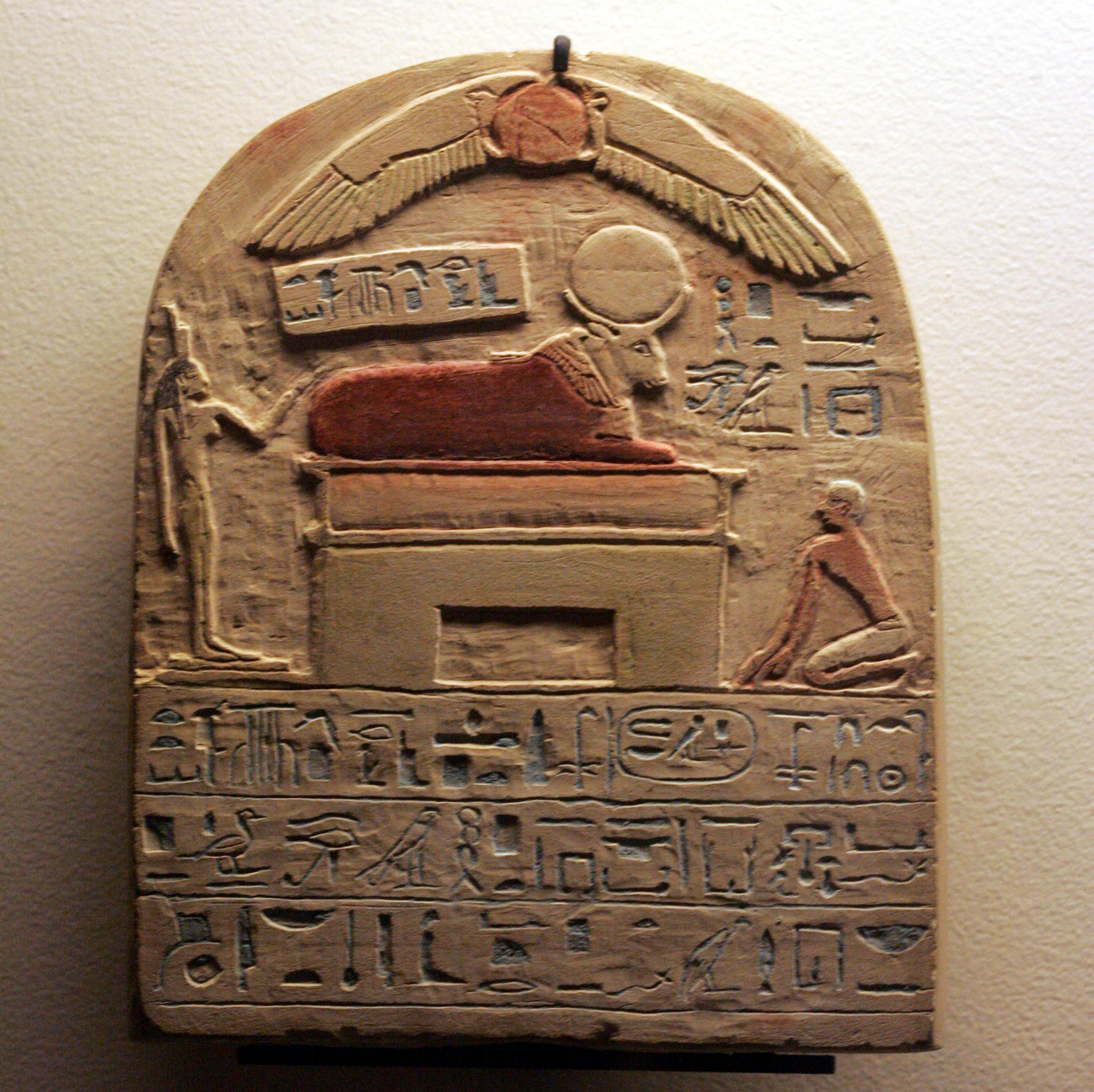
Estela dedicada al déu Apis, datada de l'any 21 del govern de Psamtik jo (644 aC.)

A Egipte, el brau era venerat amb el nom de la divinitat Apis, encarnació de Ptah i, més tard, d'Osiris. Mitjançant una llarga sèrie de rituals els braus que consideraven més perfectes eren identificats pels sacerdots del déu del temple, després eren sacrificats i embalsamats i, finalment, introduïts en un sarcòfag gegant. Ho sabem per una llarga successió de sarcòfags realitzats en pedra monolítica, que es trobaven hostatjats al Serapeum, i que foren descoberts per l'egiptòleg Auguste Mariette, a Saqqara, l'any 1851. D'altra banda, el toro també era honorat com a representació del déu egipci Mnevis, encarnació d'Atum-Ra, a Heliòpolis.